# Heinrich Siegmund Oswald
Heinrich Siegmund Oswald (* 19. Juli 1751 in Schmiedeberg; † 8. September 1834 in Breslau) war ein preußischer Beamter und Dichter geistlicher Lieder.

## Leben
Oswald war Buchhalter in Breslau. Er heiratete eine Tochter des späteren Oberkonsistorialrats in Berlin Hermann Daniel Hermes. 1791 wurde Oswald nach Berlin berufen und wurde Vorleser beim König Friedrich Wilhelm II. Nach dem Tode des Königs im Jahr 1797 ging er zurück nach Breslau, wo er bis an sein Lebensende blieb. 
Oswald hat zahlreiche geistliche Lieder gedichtet und in verschiedenen Sammlungen zwischen 1790 und 1820 publiziert.

## Werke
- Aufsätze in den Stunden des verborgenen Umgangs mit Gott, Berlin 1792 (Digitalisat)
- Kleine Schriften in Briefen, Zur Beförderung der christlichen Erkenntniß, des Glaubens, und der wahren Gottseeligkeit, Potsdam 1795